# Izzat Ibrahim ad-Duri

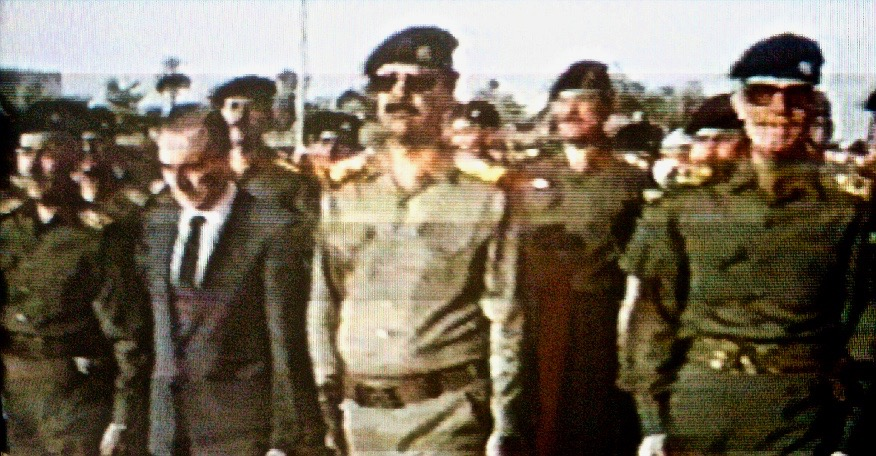
ad-Duri (ganz rechts), Saddam Hussein, Aysami und Ramadan während der Beisetzung Aflaqs 1989.

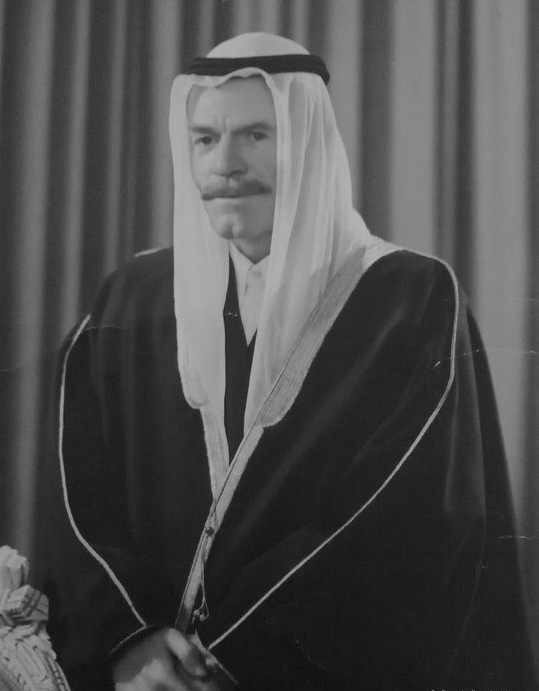
ad-Duri in jüngeren Jahren

Izzat Ibrahim ad-Duri (arabisch عزة إبراهيم الدوري, DMG ʿIzzat Ibrāhīm ad-Dūrī; * 1. Juli 1942 in ad-Daur, Irak; † 24. Oktober 2020) war bis zum Einmarsch der Vereinigten Staaten im Jahre 2003 im Irak ein irakischer General, stellvertretender Vorsitzender des Revolutionären Kommandorates und somit eines der wichtigsten und engsten Führungsmitglieder des ehemaligen Baath-Regimes. Seitdem hat er als der letzte Repräsentant des gestürzten Regimes den Kampf fortgesetzt und einen kontinuierlichen Legitimitätsanspruch als Untergrundregierung erhoben. Ab dem 2. Januar 2007 war er neuer Chef der irakischen Baath-Partei.

## Leben
Die Familie kommt aus der Region um Tikrit, wo sein Vater als Eisverkäufer arbeitete. Zum Zeitpunkt der Invasion der USA im Irak war er zusammen mit dem damaligen Präsidenten Saddam Hussein und dem Vizepräsidenten Taha Yasin Ramadan einer von drei Überlebenden derjenigen, die im Jahre 1968 die Baath-Partei an die Regierung putschten. Seit 1969 Mitglied des Kommandorates, repräsentierte ad-Duri den sunnitisch-konservativen Parteiflügel.
Nach dem Putsch gelang es ihm, eine wichtige Position in der Baath-Partei zu behalten. Die Ursache hierfür war einerseits seine Herkunft aus demselben Clan wie Saddam Hussein, aber auch, dass er keine eigene Machtbasis in der Partei hatte und somit keine Gefahr für Saddam Hussein darstellte. Von 1970 bis 1974 war er Landwirtschaftsminister, 1974–1979 Innenminister sowie seit 1979 Vizepräsident bzw. stellvertretender Vorsitzender des Kommandorats (nicht Vizepräsident des Irak). Damit war er Saddam Husseins Vize sowohl als Chef der irakischen Baath-Partei als auch als Oberbefehlshaber aller Streitkräfte, und somit etwa auf einer Höhe mit den Vizepräsidenten und (Vize-)Premiers.
Ad-Duri soll eine Schlüsselrolle beim Giftgasangriff auf Halabdscha, am 16. März 1988 gespielt haben, die zum Tode von 5.000 Zivilisten führte, Beweise dafür fehlen jedoch. Im Jahre 1999, als er sich wegen einer Leukämiebehandlung in Österreich aufhielt, wurden ihm Kriegsverbrechen vorgeworfen. Die damalige österreichische Opposition verlangte die sofortige Verhaftung, aber die Regierung ließ eine Ausreise zu.
Nach dem Ersten Golfkrieg wurde er häufig ins Ausland entsandt, um irakische Interessen zu vertreten. Seine Tochter war kurzzeitig mit dem Sohn Saddam Husseins, Uday, verheiratet. Ad-Duri überlebte ein Attentat im Jahre 1998 in Karbala.

## Widerstand im Untergrund

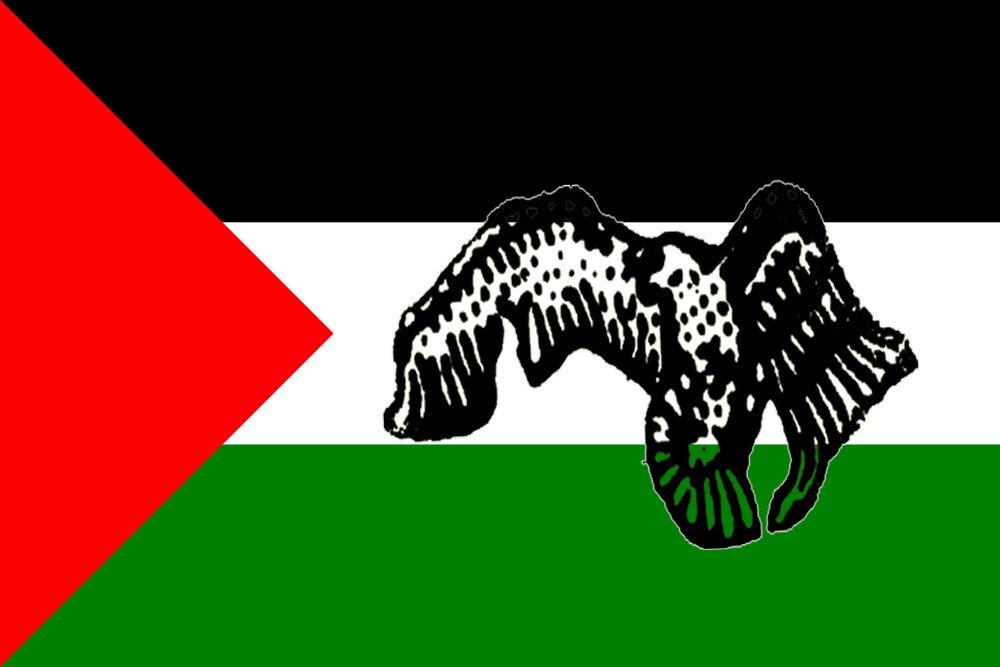
Informelle Variante der Baath-Parteiflagge mit Saladin-Adler, wie sie auf einer Website der Irakischen Regionalleitung ad-Duris im Untergrund genutzt wird

Am Vorabend der US-Invasion im Irak wurde er zum Befehlshaber des nördlichen Wehrbezirks ernannt, und als solcher setzte er auch nach dem Einmarsch der US-Truppen den Kampf im Untergrund fort. Seine Frau und seine Tochter wurden jedoch ebenso verhaftet wie nach und nach alle anderen Mitglieder der ehemaligen Führung.
Die USA beschuldigten ihn, Anschläge auf ihre Truppen zu organisieren und auch eine Allianz zwischen den ehemaligen Mitgliedern der Baath-Partei und militanten Muslimen zu schmieden. Er wurde daraufhin mit einem Kopfgeld von 10 Millionen US-Dollar gesucht. Es gab aber auch Berichte, nach denen er an Leukämie litt und sich vor allem darauf konzentrierte, der Verhaftung zu entgehen.
Nach der Verhaftung von Saddam Hussein wurde er kurzzeitig zur meistgesuchten Person im Irak, wurde dann aber durch den Terroristen Abu Musab az-Zarqawi abgelöst. Widersprüchlichen Angaben zufolge soll er ungeachtet der Präsenz US-amerikanischer und kurdischer Truppen in Mossul und Umgebung aktiv gewesen sein. Er soll sogar erneut geheiratet haben und seine neue Frau nach der Geburt eines gemeinsamen Kindes im Krankenhaus besucht haben. Aus dem Untergrund rief er gegen die Annahme der Verfassung auf und soll im Frühjahr 2005 eine Baath-Parteikonferenz mitten im westirakischen Ramadi abgehalten haben.
US-amerikanischen Militärangaben zufolge soll ad-Duri bis zuletzt über bedeutende Gelder und eine ihn ständig umgebende Leibwache von bis zu 70 Mann verfügt haben.
Am 2. Januar 2007 berichtet Al Jazeera, dass ad-Duri zum neuen Anführer der irakischen Baath-Partei ernannt worden sei.

## Todesmeldungen 2004 und 2005
Die am 5. September 2004 verbreitete Verhaftung stellte sich als Falschmeldung heraus. An seiner Stelle war ein naher Verwandter verhaftet worden.
Am 26. Oktober 2020 berichtete der arabische Nachrichtensender al-Arabiya, dass ad-Duri gestorben sei. Es wurden dabei Quellen aus der Baath-Partei zitiert, die ihn angeblich als „Großen Führer des Widerstandes“ identifizierten. Ad-Duri ist am 24. Oktober gestorben.
Indessen gibt es bei den US-Truppen weiterhin Zweifel, das Kopfgeld wird weiterhin aufrechterhalten. Von Syrien selbst, wohin sich das irakische Regionalkommando der Baath-Partei zurückgezogen haben soll und wo ad-Duri schließlich auch gestorben sein soll, gab es keinerlei offizielle Stellungnahme, weder Bestätigungen noch Dementis.

## Fortgesetzter Widerstand

Informelle Variante der Parteiflagge mit Aufschrift Allahu akbar, wie sie das Oberkommando der von ad-Duri geführten Widerstandsallianz verwendet

Nachdem die Website der irakischen Baath-Partei 2007 die Wahl ad-Duris zum neuen Generalsekretär verkündet hatte und die US-Nachrichtenagentur AP die Wahl ad-Duris auch zum Führer einer Widerstandskoalition erwähnt hatte, berichtete am 23. April 2008 der Nachrichtensender al-Arabiya über eine Gefangennahme ad-Duris in der nordirakischen Provinz Salaheddin.
Die russische Nachrichtenagentur „Novosti“ bestätigte am 17. Juli 2008, dass ad-Duri die im Untergrund agierende Baath-Partei führe und berichtete von neuen Tonmitschnitten, die den baldigen Sieg über die US-Besatzer verkündeten und in Bagdader CD-Läden vertrieben würden.
Im April 2012 tauchte ein Video von ad-Duri auf, in dem er, stark gezeichnet, dem Westen und dem Iran den Krieg erklärt und die irakische Regierung als Handlanger der iranischen „Mongolen“ bezeichnet. Er verurteilt die Militärintervention in Libyen, seine Stellungnahme zum Bürgerkrieg in Syrien fällt je nach Quelle unterschiedlich aus: Er soll die Erhebung der Sunniten entweder begrüßen oder verurteilen. Das etwa einstündige YouTube-Video wurde zum 65. Jubiläum der Baath-Partei veröffentlicht, die Echtheit ist jedoch noch nicht erwiesen. Im Januar 2013 wurde erneut ein Video mit einer Rede ad-Duris verbreitet, in dem er die sunnitischen Aufrührer und damit indirekt auch al-Qaida unterstützte.

## Rolle im irakischen Aufstand 2014
Nachdem Mossul im Juni 2014 an die Terrororganisation Islamischer Staat in Irak und Syrien (ISIS) gefallen war, hatten kurdische Politiker behauptet, dass sunnitische Ex-Baathisten um ad-Duri hinter dem Vormarsch der ISIS-Terroristen in von Sunniten bevölkerten Gebieten stünden. Ähnlich äußerte sich ein ehemals hochrangiger Offizier unter Saddam Hussein gegenüber der New York Times mit der Behauptung, dass ad-Duri den Feldzug zwei Jahre lang geplant hatte und Husseins Tochter Raghad freute sich in der arabischen Zeitung al-Kuds aus dem jordanischen Exil: „Diese Siege sind den Kämpfern meines Vaters zu verdanken und Onkel Issat al-Duri“. Der Journalist Jürgen Todenhöfer glaubt, Kämpfer der von Duri geführten und säkular orientierten Allianz des „Nationalen, panarabischen und islamischen Widerstandes“ (FNPI) seien die eigentlichen Drahtzieher des im Mai 2014 begonnenen Aufstandes gegen die Regierung Maliki, in dessen Verlauf auch die ISIS-Offensiven erfolgten. Nur ein kleiner Teil der Aufständischen gehöre demnach zum „Islamischen Staat“. Todenhöfer ging im Juni 2014 von etwa 1000 ISIS-Anhängern aus, denen etwa 20.000 Kämpfer des FNPI gegenüberstehen. Anhänger dieser Widerstandsbewegung seien neben Sunniten und Baathisten auch Bevölkerungsteile, die wirtschaftlich unzufrieden sind und unter dem Krieg im Land leiden. Im Juli 2014 äußerte der Journalist Peter Scholl-Latour Zweifel an Gemeinsamkeiten zwischen ad-Duris ursprünglich säkulärer Baath-Ideologie und der radikalen islamistischen Ideologie und vermutete ad-Duri bzw. baathistische Elemente eher hinter der Freien Syrischen Armee, die in Syrien sowohl gegen das syrisch-alawitische Baath-Regime als auch gegen ISIS und andere islamische Fundamentalisten kämpft. Mitte Juli 2014 wurde jedoch über eine frühere Tonaufnahme von ad-Duri berichtet, in der er seine Unterstützung für ISIS geäußert haben soll. Allerdings sind nach dem Fall Mossuls ehemalige Baathisten weder öffentlich in Erscheinung getreten noch wurden baathistische oder FNPI-Fahnen in der Stadt gehisst. Stattdessen hat die Baath-Partei im Sommer 2014 den Krieg gegen ISIS erklärt.
Am 17. April 2015 wurden verschiedene, auf Aussagen des Gouverneurs von Salah ad-Din basierende Meldungen verbreitet, wonach ad-Duri bei Gefechten nahe Tikrit von der irakischen Armee bzw. einer schiitischen Miliz getötet worden sei. Der von den Behörden angekündigte DNA-Beweis ist jedoch noch nicht erbracht worden, während im baathistischen Untergrund neue Audiobotschaften ad-Duris aufgetaucht sein sollen. Im April 2018 erschien ein neues Video mit einer Grußbotschaft von al-Duri zum 71. Gründungsjahr der Baath-Partei.